# Sotes
Sotes war ein griechischer Töpfer, tätig in der 2. Hälfte des 6. Jahrhunderts v. Chr. in Athen.
Er ist nur durch seine Signatur auf einem fragmentarisch erhaltenen, schwarzfigurig bemalten Teller von der Athener Agora (jetzt Athen, Agora-Museum P 2325C; AP 1859A-B) mit der Darstellung der Athena bekannt, der auch vom Maler Paideros signiert wurde.